# The Automobile Association
Pour les articles homonymes, voir AA.
The Automobile Association (ou AA) est une compagnie britannique d'assurance automobile, dont le siège est à Basingstoke (Hampshire), proposant aussi des cours de conduite, et plus récemment des services d'assurance habitation. 
C'était auparavant une association automobile, fondée en 1905, qui est devenue une compagnie privée en 1999. En 1994, AA comptait huit millions de membres.

## Galerie

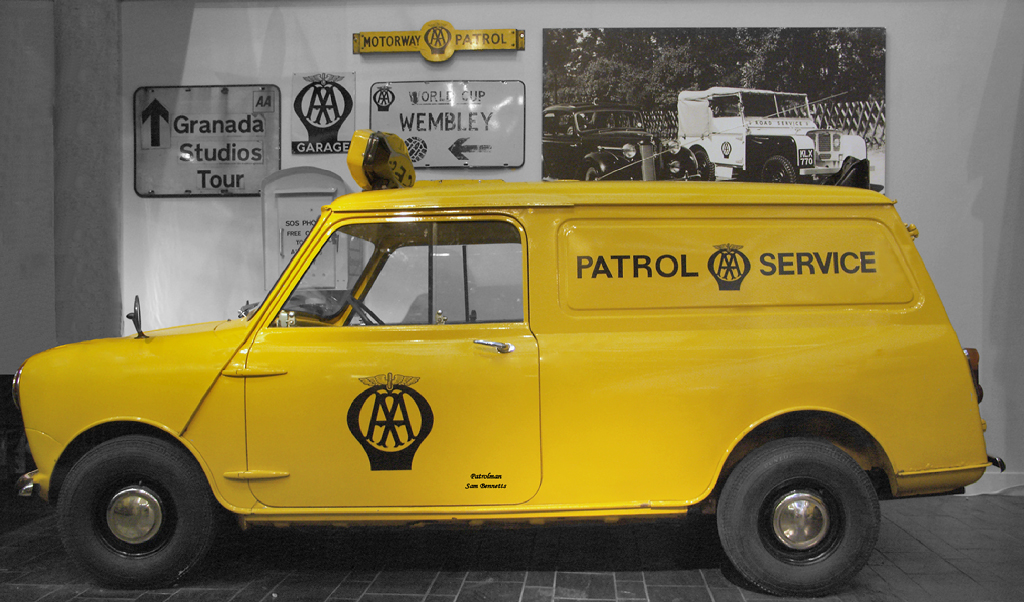
Véhicule d'assistance AA.
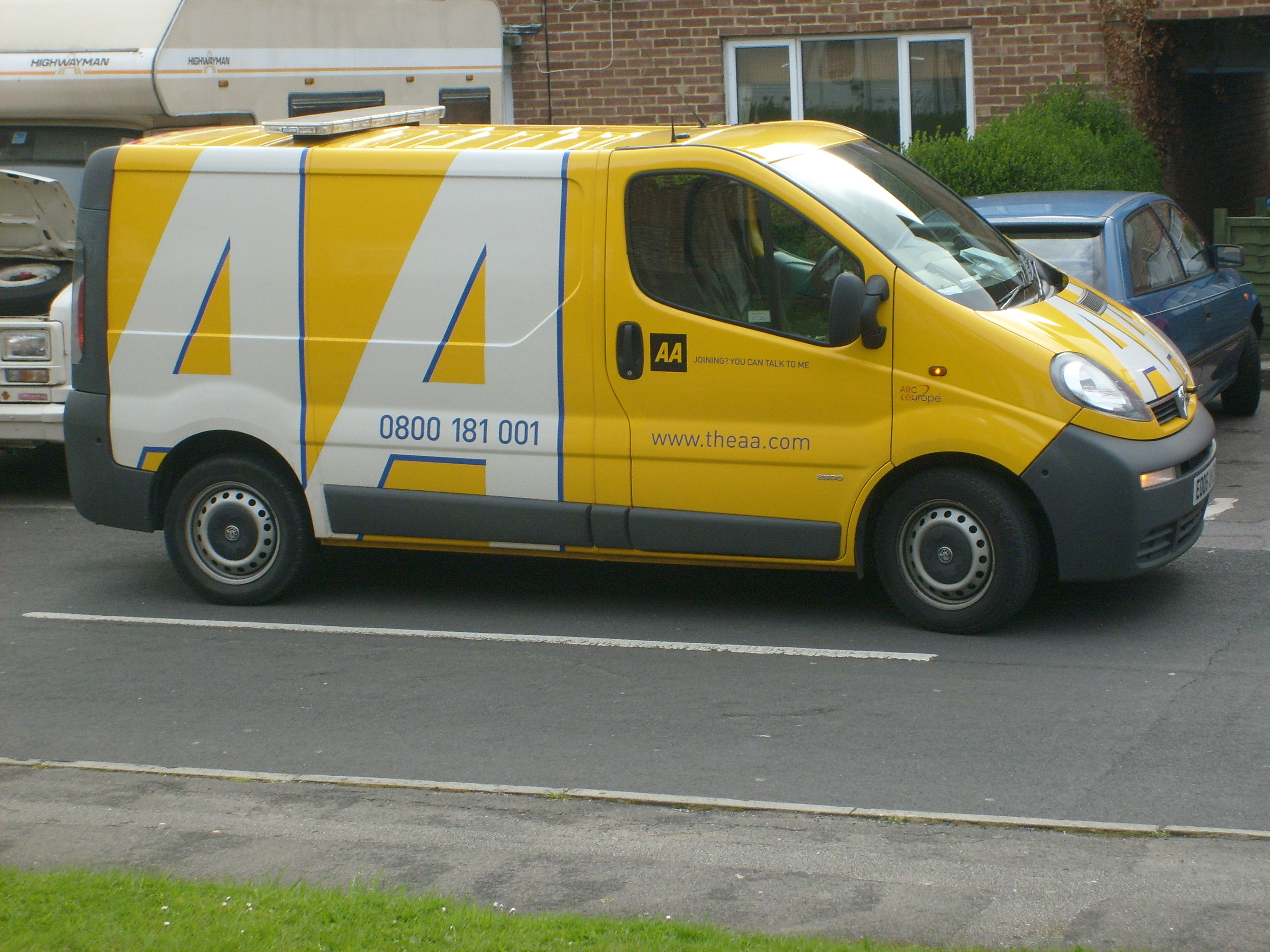
Un véhicule actuel de AA.